# عبد الله بن شبرمة
عبد الله بن شُبْرُمَة بن طفيل بن حسان الضبي الكوفي وكنيته أبو شبرمة، . يلقب: الإمام العلامة فقيه العراق قاضي الكوفة، تابعي من صغار التابعين، ومن رواة الحديث، وثقه أحمد بن حنبل، وأبو حاتم الرازي وغيرهما، قال الذهبي: وكان من أئمة الفروع، وأما الحديث فما هو بالمكثر منه له نحو من ستين أو سبعين حديثا. وذكره أبو إسحاق الشيرازي في طبقات الفقهاء،
قال أحمد بن عبد الله العجلي كان ابن شبرمة عفيفا صارما عاقلا خيرا يشبه النساك وكان شاعرا كريما جوادا له نحو من خمسين حديثا. توفي عام 144 هـ، وهو عم عمارة بن القعقاع ولكن عمارة أسن منه وآخر أصحابه موتا أبو بدر السكوني.

## روايته
حدث عن أنس بن مالك وأبي الطفيل عامر بن واثلة وأبي وائل شقيق وعامر الشعبي وأبي سلمة بن عبد الرحمن وعبيد الله بن عبد الله بن عتبة وإبراهيم التيمي وإبراهيم النخعي وسالم بن عبد الله والحسن البصري ونافع وسالم بن أبي الجعد وعبد الله بن شداد بن الهاد وأبي زرعة وغيرهم.
حدث عنه سفيان الثوري والحسن بن صالح وابن المبارك وهشيم وعبد الواحد بن زياد وسفيان بن عيينة وعبد الوارث بن سعيد وأحمد بن بشير ووهيب بن خالد وشعيب بن صفوان وابن كناسة وآخرون.

## مكانته العلمية

### فقهه
يعد ابن شبرمة من أعلام الفقه، ذكره أبو إسحاق الشيرازي في طبقات الفقهاء في الطبقة الثالثة من فقهاء التابعين بالكوفة. وذكر ابن سعد في الطبقات في ترجمة الحارث العلكي ما نصه: «عن هشيم قال: أخبرنا مغيرة قال كان الحارث العكلي وابن شبرمة يتذاكران القضاء بعد العشاء الآخرة، فكان يمر بهم أبو المغيرة فيقول بهذه الساعة أما يكفيكم ما يكون منكم في النهار حتى تذكروه بهذه الساعة أيضا؟». قال فضيل بن غزوان كنا نجلس أنا وابن شبرمة والحارث بن يزيد العكلي والمغيرة والقعقاع بن يزيد بالليل نتذاكر الفقه فربما لم نقم حتى نسمع النداء بالفجر.
روى ابن فضيل عن ابن شبرمة قال كنت إذا اجتمعت أنا والحارث العكلي على مسألة لم نبال من خالفنا.
وقال عبد الوارث ما رأيت أحدا أسرع جوابا من ابن شبرمة وقال معمر رأيت ابن شبرمة إذا قال له الرجل جعلت فداك يغضب ويقول قل غفر الله لك وروى ابن السماك عن ابن شبرمة قال من بالغ في الخصومة أثم ومن قصر فيها خصم ولا يطيق الحق من بالى على من دار الأمر وروى ابن المبارك عن ابن شبرمة قال عجبت للناس يحتمون من الطعام مخافة الداء ولا يحتمون من الذنوب مخافة النار.
روى ابن فضيل عن أبيه قال كان ابن شبرمة ومغيرة والحارث العكلي يسهرون في الفقه فربما لم يقوموا إلى الفجر.

## وفاته
توفي سنة أربع وأربعين ومائة أرخه أبو نعيم والمدائني.